# La Veta
La Veta és una població dels Estats Units a l'estat de Colorado. Segons el cens del 2000 tenia 924 habitants.

## Demografia
Segons el cens del 2000, La Veta tenia 924 habitants, 429 habitatges, i 251 famílies. La densitat de població era de 287,7 habitants per km².
Dels 429 habitatges en un 27,3% hi vivien nens de menys de 18 anys, en un 44,5% hi vivien parelles casades, en un 10,3% dones solteres, i en un 41,3% no eren unitats familiars. En el 35,4% dels habitatges hi vivien persones soles el 14,5% de les quals corresponia a persones de 65 anys o més que vivien soles. El nombre mitjà de persones vivint en cada habitatge era de 2,15 i el nombre mitjà de persones que vivien en cada família era de 2,79.
Per edats la població es repartia de la següent manera: un 24,6% tenia menys de 18 anys, un 5% entre 18 i 24, un 25% entre 25 i 44, un 29,3% de 45 a 60 i un 16,1% 65 anys o més.
L'edat mediana era de 43 anys. Per cada 100 dones de 18 o més anys hi havia 86,9 homes.
La renda mediana per habitatge era de 29.342 $ i la renda mediana per família de 35.156 $. Els homes tenien una renda mediana de 30.417 $ mentre que les dones 21.691 $. La renda per capita de la població era de 18.489 $. Entorn del 14,6% de les famílies i el 16,4% de la població estaven per davall del llindar de pobresa.

## Poblacions més properes
El següent diagrama mostra les poblacions més properes.